# Хюсън
Вижте пояснителната страница за други значения на Хюсън.
Хюсън (на английски: Hughson) е град в окръг Станислос, щата Калифорния, САЩ. Хюсън е с население от 7498 жители (по приблизителна оценка от 2017 г.) и обща площ от 2,9 km². Намира се на 38 m надморска височина. ЗИП кодовете му са 95326, а телефонният му код е 209.